# قياسة كبيرة
القياسة الكبيرة (الاسم العلمي:Plusia major) هي نوع من الحشرات تتبع جنس القياسة من فصيلة الليليات.